# 南部再生
南部再生（なんぶさいせい）は、兵庫県尼崎市南部地域を中心に発行されているフリーペーパーである。NPO法人南部再生研究室が発行しており、以前は年4回発行されていたが、現在は不定期刊行となっている。

## 概要
「南部再生」は、尼崎市南部地域の魅力を発信し、地域の再生と活性化を目指して2001年に創刊された。尼崎大気汚染公害訴訟の和解金を元に設立されたNPO法人南部再生研究室によって発行されている。

## 特徴
雑誌は市民目線で尼崎の魅力を掘り下げて特集している。取り上げるテーマは多岐にわたり、地域の歴史、文化、人物、産業など幅広い内容を扱っている。

## 主な特集内容
- 地域文化と歴史（例：「尼崎の歌 ザ・ベストテン」第30号）
- 産業と経済（例：「メイドインアマガサキ」第13号）
- 都市開発と環境（例：「尼崎セントラルパーク」第60号）
- 地域コミュニティと生活（例：「町内会の世界」第48号）
- スポーツと娯楽（例：「スポーツ根性」第66号）

## 配布場所
尼崎信用金庫や郵便局など、市民がよく利用する施設で無料配布されている。

## 発行状況
創刊当初は年4回の発行であったが、近年は発行頻度が減少している。最新号は2023年8月に発行された。

## 影響
「南部再生」の活動は、地域の魅力再発見や市民の郷土愛醸成に貢献しているとされる。また、地域の若手クリエイターの活動の場としても機能している。

## バックナンバー
| 号数   | 発行年月       | 特集タイトル                   | 概要 |
| ------ | -------------- | ------------------------------ | --- |
| 第66号 | 2023年6月      | スポーツ根性                   | 日本代表のストライカー、球史に輝く大エース、F1レーサー、オリンピアンなど世界へ羽ばたく選手を多く輩出してきたスポーツ大国・尼崎。その裾野の広さと根性論や精神論にとどまらない「スポ根」について、地に足をつけてスポーツに向き合う人々の姿から探る。 |
| 第65号 | 2022年3月      | 尼崎の建築                     | （情報なし） |
| 第64号 | 2021年6月      | 本屋に行きたい                 | みんなの本屋ができるまで、街にあふれる古書の山、書店員と客のいい関係、立花のしゃべれる本屋など、本屋をテーマにした特集。 |
| 第63号 | 2020年12月     | 人生コロコロ                   | 新型コロナウイルスの影響下で尼崎の人々が考えていることを探る特集。 |
| 第62号 | 2020年4月      | わけわからん店                 | スマホ全盛時代でも気になる珠玉の実店舗を特集。 |
| 第61号 | 2019年10月     | GO! KUISE                      | 杭瀬地区の特集。地元の市場、アーティストと地域のつながり、杭瀬団地など。 |
| 第60号 | 2019年6月      | 尼崎セントラルパーク           | 阪神尼崎駅北側の中央公園の使われ方や歴史を深掘りし、駅前の可能性を探る。 |
| 第57号 | 2018年8月      | R75                            | 75歳を超えた後期高齢者の楽しみ方や生活を特集。 |
| 第56号 | 2018年5月      | おやつの時間                   | 尼崎のおやつ文化を特集。おやつ図鑑、コロッケ論争、軒先ホルモンなど。 |
| 第55号 | 2017年12月     | 恋する近松                     | 近松門左衛門の作品に描かれた人間くさい恋愛模様を特集。 |
| 第54号 | 2017年8月      | はじめてのスナック             | 尼崎市内に208軒あるスナックを街の社交場として特集。 |
| 第53号 | 2017年4月      | 尼崎の魚                       | 尼崎の魚に関する特集。 |
| 第52号 | 2016年12月     | ドゥザキャッスル！             | 尼崎城復活プロジェクトを特集。 |
| 第51号 | 2016年8月      | 1945年の尼崎                   | 終戦から71年、1945年当時の尼崎の様子を特集。 |
| 第50号 | 2015年4月      | 99                             | 尼崎市制100周年を前に、99周年を祝う特集。 |
| 第49号 | 2014年12月     | 尼とパン                       | 尼崎のパン文化を特集。 |
| 第48号 | 2014年6月      | 町内会の世界                   | 尼崎の町内会について詳しく解説する特集。 |
| 第47号 | 2014年3月      | 森のつくりかた                 | 「尼崎21世紀の森づくり」プロジェクトを特集。 |
| 第46号 | 2013年10月     | 尼ちゃん                       | 尼崎のローカルアイドルを特集。 |
| 第45号 | 2013年7月      | だんじり男子                   | 尼崎のだんじり文化と参加する若者たちを特集。 |
| 第44号 | 2013年5月      | そうだ 選挙、行こう。          | 尼崎市議選を中心に選挙について特集。 |
| 第43号 | 2012年11月     | バスバスはしる♪                | 尼崎市営バスの現状と課題を特集。 |
| 第42号 | 2012年7月      | ビバ！銭湯                     | 尼崎の銭湯文化を特集。 |
| 第41号 | 2012年3月      | 尼とギャンブル                 | 尼崎競艇、園田競馬場…２つの公営ギャンブル場を持つ尼崎。高度経済成長期に労働者たちを熱狂させたレース場。知っているようで知らなかった尼とギャンブルの関係に迫る。 |
| 第40号 | 2011年10月     | 野球魂                         | 河川敷で白球を追う少年、尼崎にホームグラウンドを構える女子プロ、大人になっても熱い草野球、裾野の広さは半端じゃない。トラに熱狂するだけじゃない尼のベースボール事情。やっぱりこの街には野球が似合う。 |
| 第39号 | 2011年6月      | 武庫川のムコウガワ             | 尼崎の母なる川「武庫川」。疾走するランナーやサイクリスト、自然観察に夢中なエコな人々など、ビッグリバーの魅力に首ったけの「武庫川ラバー」の姿から、もっと深く川とつきあう楽しさに迫ります。 |
| 第38号 | 2011年3月      | 市長というオシゴト             | 改革だ、リコールだ、選挙だ…と、全国で注目を集める首長（自治体の長）の動き。尼崎でも昨年末に市長が交代した。でも市長って、いったいどんな仕事なんだろう。前市長の白井文さん、そのあたり教えてください。 |
| 第37号 | 2010年10月     | 描きたくなる尼の風景           | 風光明媚な名所はなくても、人々が行き交う尼崎には思わず描きたくなる風景があった。1981年に尼崎美術協会メンバーたちの作品を集めて開かれた「あまがさき30景展」を誌上展覧会でプレイバックしながら、30年前と今の街を見比べてみよう。 |
| 第36号 | 2010年6月      | シマッチュヌ尼                 | 尼崎で暮らす奄美出身者は4万人を超える。鹿児島でも沖縄でもない"奄"美のひとびとが、大阪でも神戸でもない街"尼"崎で見つけたシマッチュの心に迫る。 |
| 第35号 | 2010年3月      | 尼の神さま仏さま               | 市内に66社、約110ヵ寺…「神社」と「お寺」をあわせるとコンビニよりも多いんだとか。だんじりは夏の風物詩だし、寺町周辺はちょっとした観光地になっている。昔からとても身近な存在の由緒を紐解けば、尼崎の違った顔が見えてくるかもしれない。 |
| 第34号 | 2009年11月     | 尼崎公害って何ですか？         | 北極のシロクマを心配する「エコブーム」のずっと前から、身近な環境問題に真剣に向かい合ってきた尼崎。「公害のまち」とよく言われるが、実はほとんど知らなった、公害の足跡を振り返る。 |
| 第33号 | 2009年7月      | Do you 農?                     | 20代の専業農家、工場で作る新鮮野菜、行列ができるトマト。実は尼崎南部が農業の最先端を走ってた…なんて知らんかったでしょ。 |
| 第32号 | 2009年4月      | SOUTH TO SOUTH                 | 2009年3月阪神なんば線が開通した。構想から60年、悲願のプロジェクトは、阪神尼崎駅と大阪難波駅を結び、さらに奈良へもつながる。尼崎南部の背骨、阪神電車の新線で街はどう変わるのか。 |
| 第31号 | 2009年1月      | 尼ニ住ム[amanism]              | マンション、長屋、一戸建て…住まいの種類は数あれど、「尼に住む」人たちが選んだお家や暮らし方にこだわりの「amanism」を見つけた住まいの特集。 |
| 第30号 | 2008年9月      | 尼崎の歌 ザ・ベストテン        | だれもが知ってるあの名曲、生で聴きたい街の音楽人、音を届ける番組、ホール、教室。時代もジャンルも超越した尼崎のミュージックシーン大特集。 |
| 第29号 | 2008年6月      | 尼の必見仕事人                 | 「働く」かたちが多様化している。ハケンやニートなんて言葉も定着して久しい。昔から「労働者の街」といわれてきた尼崎で出会った仕事人たちの働きぶりは必見です。 |
| 第28号 | 2008年3月      | その時 尼崎が動いた            | 田能で人々の生活がはじまった弥生時代から、街の中心に尼崎城があった江戸時代まで。天下統一した秀吉がすぐお隣にいて、京の都は目と鼻の先。こんな立地だからこそ、数々の歴史ドラマが繰り広げられている、はずである。 |
| 第27号 | 2007年11月     | 立花は尼崎のへそだ。           | 尼崎の南部・北部の境はどこか。JR説、国道2号線説、はたまた山幹通り説まで諸説あるが、まさにそのボーダーに位置する立花。古くからの商店街と超高層ツインタワー、静かな住宅と町工場が共存する。市域のど真ん中、南部と北部が出会う立花は、そう、尼崎の「へそ」なのだ。 |
| 第26号 | 2007年8月      | アマのウチナー                 | 観光で行く美ら島・沖縄もいいけれど、リゾートや移住がブームになるずっと前から、尼崎には沖縄の文化があった。食べ物、唄、そして何より人。決して平坦な歴史じゃなかったけれど、それも含めて知っておきたい、「アマのウチナー」特集。 |
| 第25号 | 2007年5月      | りんかい2007                   | 誰もが知ってる巨大工場ができたり、何だか大きなプロジェクトが動きはじめたり、近頃、臨海地域がにぎやかだ。ばい煙や公害といった負のイメージから工業地帯はどのように変わろうとしているのか。ちょっとマジメに阪神工業地帯の今を見つめた。 |
| 第24号 | 2007年1月      | この尼崎本がすごい！           | 「メイドイン尼崎ブック」のヒットが示した事実。尼崎のヒトビトは、尼崎のコトが書かれた本を欲している―。ならば集めてみましょう。読んでみましょう。小説、エッセイ、マンガに社史にガイド本。探してみたらこんなにあった。一読必殺。この尼崎本がすごい！ |
| 第23号 | 2006年10月     | オール阪神阪急                 | ハイソでおしゃれ、山の手の阪急。下駄履きの庶民派、浜手の阪神。尼崎のみならず阪神間の背骨を作ってきた2つの電鉄会社が1つの傘下に統合された。「水と油。信じ難い」と驚く鉄道ファン。「阪神間融合の契機に」と文化人。「阪神の色はなくさんといて」とトラキチ。互いに敬遠しつつも、どこか意識し合うことで街の形を作ってきた両雄。手を携えてどこへ行く、オール阪神・阪急。                                                           |
| 第22号 | 2006年7月      | 80分間世界一周                 | トリノ五輪、ワールドベースボールクラシック、サッカーW杯…世界大会続きの2006年。アスリートじゃなくても、外国語が話せなくても、街にはもっと身近なガイコクがある。豪華客船に乗らなくても、尼崎を歩けば世界一周気分を味わえるかも。 |
| 第21号 | 2006年4月      | ちょい尼オヤジ                 | 空前のモテるオヤジブーム。油にまみれた作業着姿、そろばん片手の前掛けスタイル。ベテラン職人、やり手ビジネスマン、地域の顔役…カッコええけど、どこか愛嬌もあるこの街のオヤジを「ちょい尼」と呼ぼう。団塊世代の大量退職はすぐそこ。街にオヤジがあふれだす！ |
| 第20号 | 2006年1月      | ボケの街。                     | 「お住まいは？』と聞かれて、「尼ですわ」というだけで、笑いが取れる…というと語弊があるが、尼崎住民は、つかみネタにはこと欠かない。兵庫県なのに市外局番が06。開幕と同時に優勝マジックを掲げるトラキチ商店街。「武庫之荘に住んでます」なんてすかした自己紹介にも「それ、尼やろ」と容赦なくツッコミを入れる尼崎人の笑いに対する貪欲な姿勢。「完璧にボケの街やね」と落語家さんも言うので…。                                       |
| 第19号 | 2005年9月      | 尼崎的建築ガイド               | 匠（たくみ）が劇的でどうとか、かと思えばリフォーム詐欺で何千万円だのと…ココ数年で世間の住宅への関心は最高潮に。アンドウ、イームズ、コルビュジェなんて、マニアじゃなくても知っている建築家がいたり。近頃どうやら建築ブームらしい。難しい専門用語は知らなくても、建築ってもっと親しみをもてるはず。と尼崎南部のけんちくネタ集めました。                                                                                        |
| 第18号 | 2005年6月      | 365歩のマチ                    | 晴れた日は歩いて出かけよう。路地や川べりの道を、ときには公園に寄り道しながら。渋滞する車の横を自転車で軽快にすり抜けるのも気持ちいい。遠出するならのんびりバスに揺られて。「尼崎は南北交通が不便だから…」。たしかにそう。でも、だからこその楽しみがある。そうだ、きょうは車は置いていこう。 |
| 第17号 | 2005年3月      | ゲイゴトマナブ                 | お稽古、レッスン、塾、サークル。芸事学べば毎日楽し、知識積もれば人生豊か。学ぶ気持ちに子どももお年寄りもありません。尼崎で見つけたこんな「習い事」いかがです？ |
| 第16号 | 2004年秋       | 食在尼崎[食は尼崎にあり]       | （情報なし） |
| 第15号 | 2004年夏       | I LOVE KUISE                   | 下町風情あふれる尼崎の中でも、その魅力がこれでもかと詰め込まれたまち・杭瀬。市場からの威勢のいい呼び声、路地裏を駆け回る子どもたち、乳母車を押すおばあちゃんも安心して暮らせる、何ともまったりとした雰囲気が、渾然一体となった、まさにディープサウスの真骨頂！ |
| 第14号 | 2004年春       | ビューティフルネーム           | 歴史やいわれ、願望や想いがいっぱい詰まった「名前」。地名に人名、店名や商品名。このまちにあふれる名前を追いかけてみたら、「尼崎」を読み解く手がかりになるかも…。 |
| 第13号 | 2004年冬       | メイドインアマガサキ           | 「ものづくりの街」と尼崎ことをいう。ものづくりって言葉の力強さがいい。金属や産業機械。けれど、それだけじゃない。もっと身近で、繊細で、意外で、懐かしくてー。探してみたら、そんなものたちがたくさんあった。 尼崎にしかないもの。尼崎だからこそできたもの。 自分の暮らす街で、もしかしたら自分の隣で、それらが作られていると思うと楽しくなる。そして、ちょっと自慢になるかも。そんなわけで「メイドイン尼崎」にこだわってみた。 |
| 第12号 | 2003年秋       | 若者のすべて                   | マナーが悪い。常識がない。夢がない。最近の若いモンは…なんてよく言われますが、本当にそれだけ？ 彼らにもう少し近づいてみれば、これまで知らなかった姿に気付くはず。というわけで、今回は尼崎の10代20代30代にスポットを当て、アマの若者事情に迫ります。 |
| 第11号 | 2003年夏       | ニュータウンニューライフ       | 阪神尼崎駅の東に立ち並ぶ高層ビル。話題の六本木ヒルズほどではないが、人口46万人のまち尼崎にとっては大きなインパクトだ。「36階建て天然温泉」「駅直結」「進化する阪神尼崎駅」都会的でかっこいいコピーが目をひく。「阪神アマゆうたら、そらあ人情味あふれる庶民の下町やで」タフなおっちゃんおばちゃんが行き交うまちのすぐそばで今何が起こっているのだろうか。阪神尼崎駅前が生まれ変わるようだ。                                   |
| 第10号 | 僕らのあましん | 2003年5月                      | 阪神タイガースがいないセ・リーグがありえないように、尼崎信用金庫のない尼崎なんて想像できない。まちを歩けば「あましん」がある。銀行とはひと味違った信金の魅力。80年も地域に密着してきたのはダテじゃない。 |
| 第9号  | 2003年2月      | 南部にまつわるエトセトラ       | 国道43号線にはばまれて、尼崎の南部臨海部は市民から遠ざかってしまった…。そんな言い方すると住んでる人が怒りますよ。ステキなスポットを見逃しますよ。野鳥だって寂しがるかも。というわけで、国道43号線から南にまつわる色んな話の大特集 |
| 第8号  | 2002年11月     | 世のため人のため がんばれ！NPO | エヌピーオーって知ってます？ 最近マスメディアにもちょくちょく登場するこの言葉。 「なんか世の中のためになることをしてる人たち？」ってくらいしか知らない方々！必読です。NPOと一言で言っても、それぞれには色々な人がいて事情があって、これがなかなか… |
| 第7号  | 2002年8月      | 奇跡の海                       | 海のヘドロをおサカナたちが食べてきれいにしてくれる。魚が増えてヘドロが減る。そんな夢のような話…とお思いでしょうが、これを現実に変えようとしている人たちがいるんです。尼崎の海を舞台にした壮大な実験を応援する「南部再生」第7号 |
| 第6号  | 2002年6月      | 尼崎博1954                     | 高度経済成長を思いっきり謳歌した尼崎。 このころのまちの底力を象徴する一大イベントを見つめ直す『南部再生』第6号。 |
| 第5号  | 2002年3月      | イマドキの商店街               | 「大型店の進出やなんだかんだで、商店街は活力を失いつつある」 こんな全国的な風潮のなか、尼崎の商店主たちは立ち上がった。 男たちの挑戦を応援する『南部再生』第5号 |
| 第4号  | 2002年1月      | 運河                           | 尼崎は運河や川、港や海といった水資源に恵まれています…と言っもいまいち実感が湧かないのが現実。やれやれ、それなら一度運河で遊んでみるかと腰をあげた『南部再生』第4号 |
| 第3号  | 2001年9月      | 尼いも復活                     | 通称尼いも、尼崎のイモ。50年前までこのまちでは「尼いも」と呼ばれるイモを作っていたそうな。それがなくなってから、21世紀のはじめの年に復活したんだとさ。めでたしめでたし。なんて単純なお話ではなくて… とりあえず「尼いも」から再生しそうな『南部再生』第3号 |
| 第2号  | 2001年7月      | ソースと鉄板のある街・尼崎     | ソース→お好み焼き→鉄板→鉄のまち→尼崎という連想ゲーム。まちはこんな感じでつながってしまう。 でも普段はなかなか気付かなかったり… 尼崎のいろんなものをムリヤリつなぐ「南部再生」第2号 |
| 第1号  | 2001年7月      | 船出                           | 創刊号 |